# Herem (krig eller egendom)

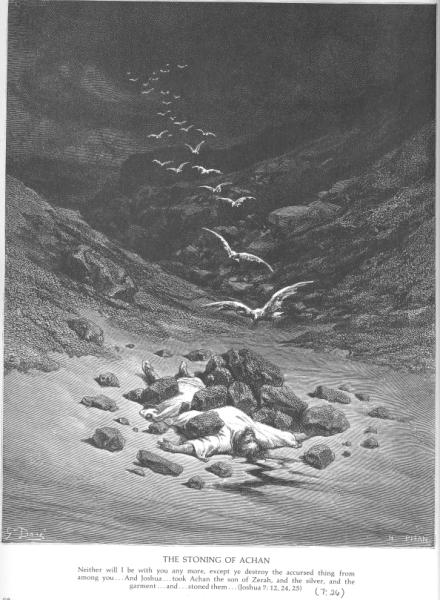
Akan stenas, av Gustave Doré. Akan plundrade guld, silver och ett dyrbart klädesplagg från Jeriko, och straffades genom stening.

Herem eller cherem (hebreiska: חרם, ḥērem), såsom det används i Tanakh, betyder något som överlämnats till Herren, eller som står under förbud, och syftar ibland på ting eller personer som ska fullständigt förgöras. Begreppet har tolkats på olika och ibland motstridiga sätt av olika forskare. Det har definierats som ”ett sätt att avskilja och oskadliggöra allt som hotar nationens religiösa liv”, eller som ”den totala förintelsen av fienden och hans egendom i slutet av ett fälttåg”, eller som ”en kompromisslös helgelse av egendom och överlåtelse av den till Gud utan möjlighet till återkallelse eller återlösning”. Det översätts till latin som devotio, ett ord som användes för människooffer, och till grekiska som anatema, vilket var ett offer till gudarna (och senare till Gud).
Ett besläktat verb, heḥərîm (החרים), betyder ”att behandla som ḥērem” eller ”att fullständigt förgöra”.

## Etymologi
Ordet kommer från den semitiska roten Ḥ-R-M, med betydelser som rör förbud och helighet. Det finns även en annan rot, ḫ-r-m, som kan betyda att förstöra eller utplåna. I den masoretiska texten av Tanakh förekommer verbformen 51 gånger, medan substantivet förekommer 38 gånger. Även om ordet i grunden betyder något som är helgat eller överlämnat till Gud (som i 3 Mosebok 27:28), syftar det ofta på ”ett förbud om fullständig förintelse”. Det finns också en homonym, herem, som betyder fisknät och förekommer 9 gånger i den masoretiska texten. Enligt Brown-Driver-Briggs Lexicon är detta ord etymologiskt orelaterat. Det är besläktat med den arabiska roten ḫ-r-m, som även kan betyda att perforera.

## Källor

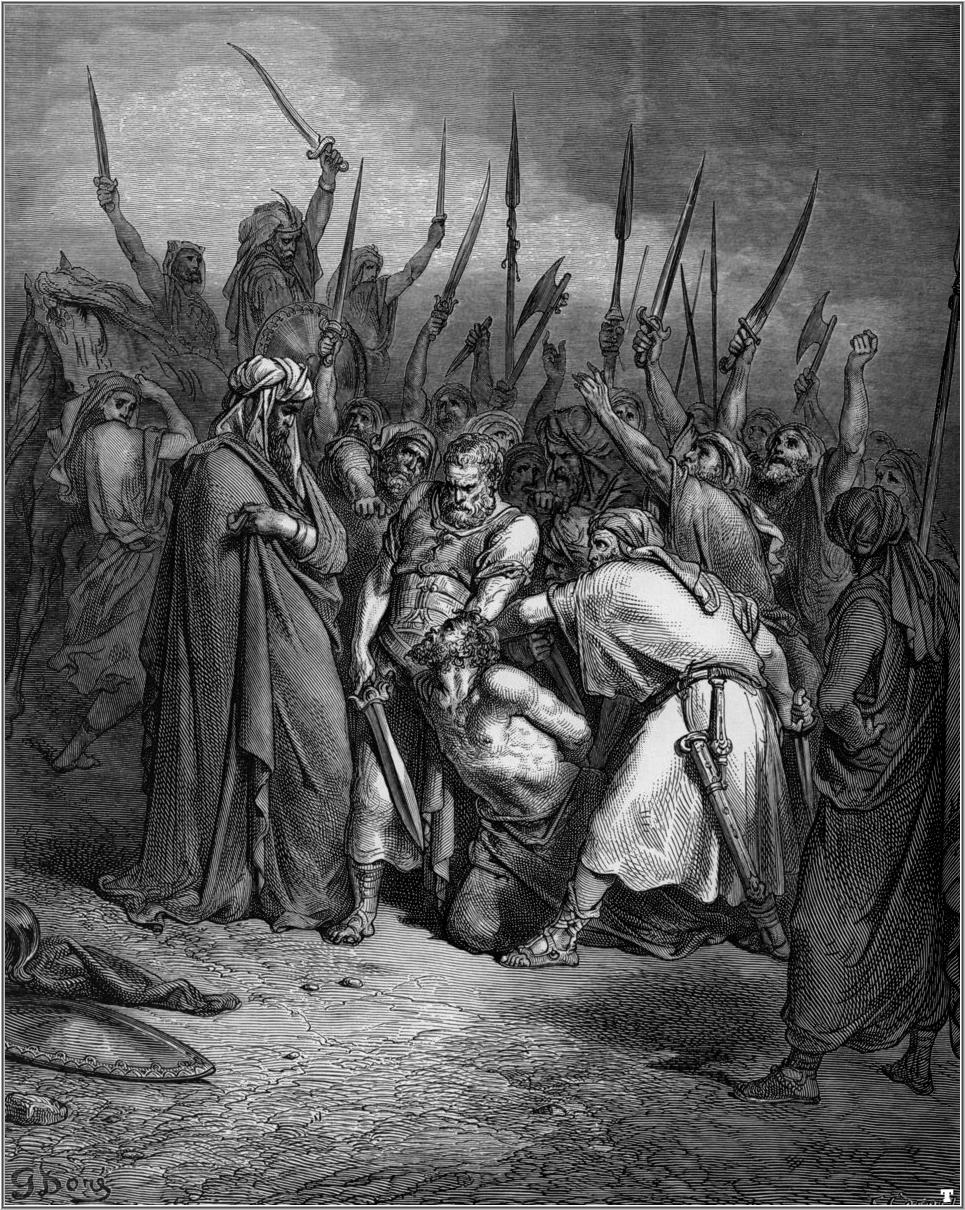
Gustave Doré, Agags död. Agag avrättades av Samuel som en del av Guds befallning att lägga amalekiterna under herem (1 Samuelsboken 15).

## Betydelse och innebörd
William Dumbrell menar att ”herem tycks ha uppfattats som ett erkännande av Jahves hjälp.” Han påpekar också att ”allt som sannolikt kunde förorena Israel religiöst” förstördes, och att institutionen herem därför ”inte var avsedd att möta ett militärt hot, utan ett religiöst.” På liknande sätt hävdar Balchin att ”drastiska åtgärder krävdes för att bevara Israels heliga existens.” Lilley invänder dock att ”Israel, liksom andra samtida samhällen, inte erkände någon åtskillnad mellan heligt och sekulärt krig”, och att ”heligt krig” inte är ett bibliskt begrepp, ”utan ett som uppfunnits eller åtminstone approprierats av kommentatorer.” Lilley fortsätter med att föreslå att kärnan i herem-begreppet är ett ”oåterkalleligt avstående från allt intresse” i det som helgats, och att det därför, när det gäller människor, inte fanns några alternativ som slaveri eller fördrag. Han ifrågasätter idén att det alltid rörde sig om sådant som hotade nationens religiösa liv, och menar att sådana ting ”skulle förgöras direkt, inte ges till helgedomen.”
Longman och Reid föreslår i stället att herem var ett ”offer av Kanaans invånare i syfte att säkerställa landets renhet.” Begreppet herem var inte unikt för Israel. Meshastenen innehåller ett uttalande av kung Mesha av Moab, där han berättar att han intog staden Nebo och dödade alla dess sju tusen invånare, ”ty jag hade helgat dem åt förintelse för (guden) Ashtar-Kemosh.”
Historikern Max Ostrovsky menar att herem är ett kännetecknande inslag i hövdingedömens krigföring världen över, varhelst kulturen nått denna samhällsnivå. Liknande förbud praktiserades före införandet av slaveri och imperier, vilket är mer typiskt för monarkier. Därför speglar skildringarna i Domarboken troligen en historisk verklighet.

## Etiska frågor
Teologer och andra forskare har kommenterat de etiska och moraliska dilemman som krigen för utrotning väcker, särskilt vad gäller dödandet av kvinnor och barn.
Maimonides tillämpar reglerna från Femte Moseboken 20:10 (reglerna för frivilliga krig) på kriget mot kanaanéerna, och föreslår att budet om att utrota kanaanéerna inte var absolut. Han skriver att Josua gav kanaanéerna tre alternativ: att fly, att stanna kvar och sluta fred med israeliterna, eller att strida.
Rabbi Gunther Plaut hävdade att Toran i sig aldrig tar upp moralen i utrotningskrigen. Bibelforskaren Sidney Hoenig diskuterade den ”brutalitet” som förekommer i Josuas bok, men drog slutsatsen att ”striden sker enbart till Guds ära”. Den mennonitiske forskaren John Howard Yoder föreslår att herem-begreppet var unikt i förhållande till dåtidens moral, inte på grund av sin våldsamhet, utan för att det säkerställde att ”krig inte blev en källa till omedelbar berikning genom plundring”, och var därmed början på en utvecklingslinje som till slut skulle leda till icke-våldsläran. Forskarna Ian Lustick och Leonard B. Glick citerar Shlomo Aviner, som säger: ”Ur mänsklighetens humanistiska moral var vi i fel när vi [tog landet] från kanaanéerna. Det finns bara ett undantag. Guds befallning beordrade oss att vara Israels lands folk.”
Vissa forskare hävdar att kollektiv bestraffning, särskilt bestraffning av ättlingar för överträdelser begångna av deras förfäder, är vanligt förekommande i den hebreiska Bibeln – en uppfattning som främst baseras på upprepade beskrivningar (med något varierad formulering) av Gud som ”en svartsjuk Gud, som straffar barnen för fädernas synd intill tredje och fjärde led … men visar kärlek till tusen generationer av dem som älskar mig och håller mina bud.”

### Folkmord
Flera forskare och kommentatorer har beskrivit utrotningskrigen som folkmord.
Forskaren Pekka Pitkänen hävdar att Femte Moseboken innehåller en ”demonisering av motståndaren”, vilket är typiskt för folkmord, och han menar att folkmordet på kanaanéerna berodde på unika omständigheter, samt att ”det bibliska materialet inte bör tolkas som en tillåtelse att upprepa det.”
Forskaren Philip Jenkins beskriver Bibelns krigföring som folkmordsartad och anser att krigets lagar i Koranen är mer humana än de bibliska reglerna.
Forskaren M. I. Rey påpekar att Femte Moseboken 21:10–14 utgör en form av folkmordsrelaterad våldtäkt, och att allvaret i denna praxis inte bör förminskas enbart för att den inte uppvisar den totala förstörelse och utplåning som kännetecknar herem (även om den beskrivs som ”herem-liknande”).

### Rättfärdiganden och rationaliseringar

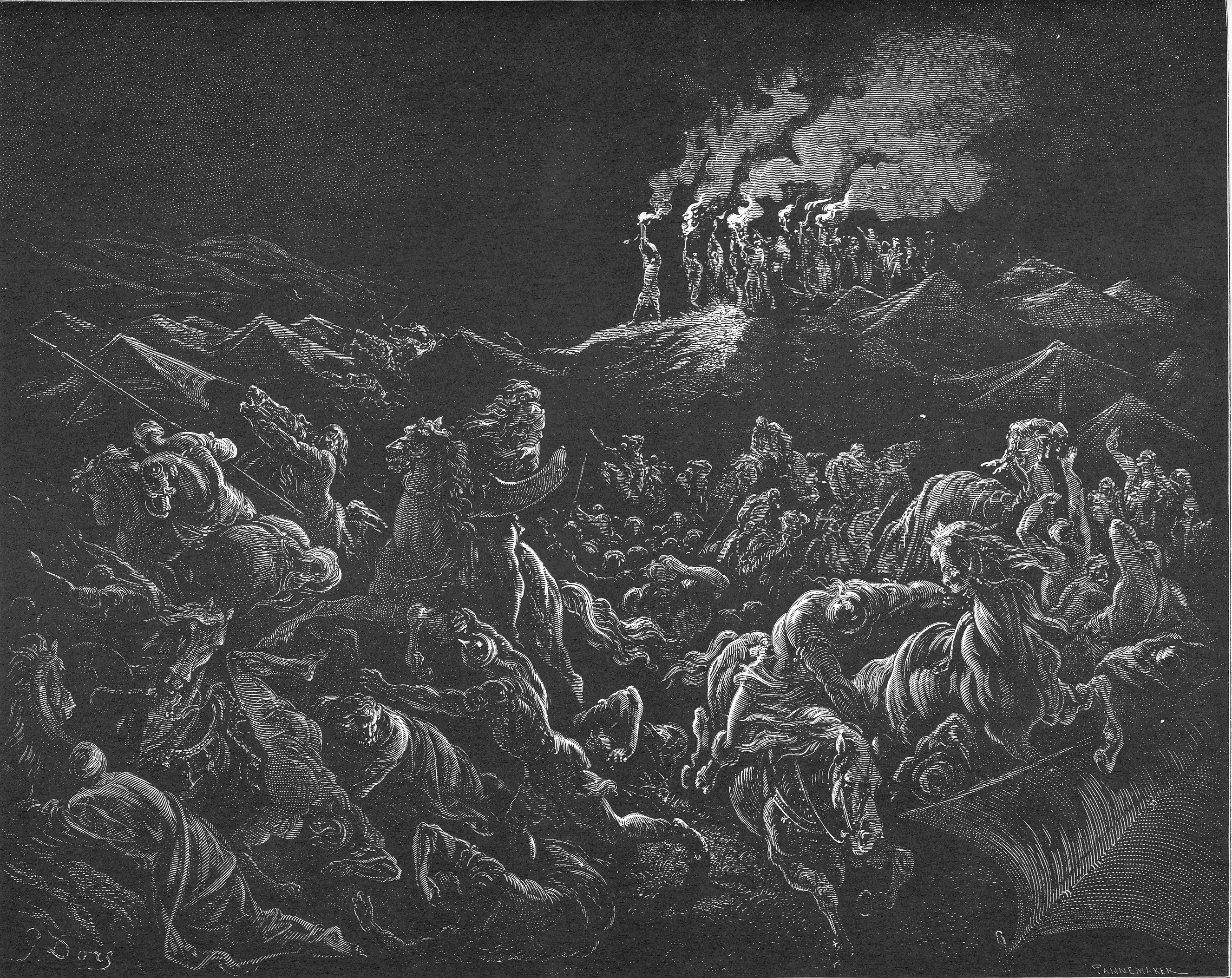
Midjaniterna blir besegrade av Gustave Doré

Flera rättfärdiganden och förklaringar till det extrema våldet som förknippas med utrotningskrigen har föreslagits – vissa finns i den hebreiska Bibeln, andra har getts av rabbinska kommentatorer, och ytterligare andra har framförts av forskare. Dessa inkluderar:
- Straff: kanaanéerna betraktades som syndiga och fördärvade människor, och deras död sågs som ett straff;[31] Bibeln utlovar ett liknande öde för israeliterna om de ägnar sig åt samma beteende.[32]
- Förebyggande: I Femte Moseboken 20:16–18 säger Gud till israeliterna att utrota de kanaaneiska folken, ”för att de inte ska lära er att utöva alla deras vidrigheter som de själva har utövat till sina gudars ära och så komma er att synda mot Herren er Gud.”
- Hämnd: kriget mot midjaniterna var en hämnd för midjaniternas roll i Israels avfälliga beteende under Baal-Peorsynden (Fjärde Moseboken 25:1–18),[33] eller för att midjaniterna sålde Josef som slav till Egypten (Första Moseboken 37:28–36).[34]
- För att bereda plats för de återvändande israeliterna: de kanaaneiska folken bodde i Israels land, men när israeliterna återvände förväntades kanaanéerna lämna landet.[10]

Enligt Talmud gavs de kanaaneiska folken först möjlighet att undvika utrotning genom att frivilligt lämna landet, och faktiskt gjorde ett av dessa folk (girgasiterna) just detta. En annan talmudisk förklaring föreslog att Gud endast tillfälligt gav landet till kanaanéerna, fram till dess att israeliterna skulle anlända, och att kanaanéernas utrotning var ett straff för deras vägran att lyda Guds vilja att de skulle lämna landet. En ytterligare förklaring föreslog att krigen i Josuas bok var en avledningsmanöver, så att israeliterna inte skulle döda Josua efter att ha upptäckt att han glömt vissa lagar.
Michael S. Heiser påpekar att herem i Josuas bok främst riktar sig mot anakiterna, ättlingar till nefilim (Femte Moseboken 9:2, Fjärde Moseboken 13:32–33, Josua 11:21–22). Nefilim anses vara avkomma mellan fallna änglar och människor, och därför menar Heiser att syftet med herem också är att förhindra israeliternas fysiska fördärv.

#### Koppling till våldsamma attityder i modern tid
Vissa analytiker har kopplat de bibliska utrotningsbuden till våldsamma attityder i modern tid.
Enligt Ian Lustick ansåg ledare för den numera upplösta israeliska messianska och politiska rörelsen Gush Emunim, såsom Hanan Porat, på 1980-talet att palestinierna liknade kanaanéer eller amalekiter, och antydde att detta innebar en plikt att föra en skoningslös krigföring mot araber som avvisar judisk suveränitet.
Bibelforskaren Niels Peter Lemche hävdar att den europeiska kolonialismen under 1800-talet ideologiskt grundade sig på de bibliska berättelserna om erövring och utrotning. Han menar också att europeiska judar som migrerade till Palestina stödde sig på den bibliska ideologin om erövring och utrotning, och betraktade araberna som kanaanéer. Forskaren Arthur Grenke påstår att den syn på krig som uttrycks i Femte Moseboken bidrog både till förintelsen av Nordamerikas ursprungsbefolkning och till förintelsen av europeisk judendom.
Nur Masalha, en palestinsk författare och akademiker, skriver att det folkmord som föreskrivs i utrotningsbuden har ”hållits levande inför efterföljande generationer” och tjänat som inspirerande exempel på gudomligt stöd för att slakta fiender. Ra'anan S. Boustan, docent i antik medelhavsreligion vid UCLA, har sagt att militanta sionister har identifierat moderna palestinier med kanaanéer, och därmed som mål för det våld som föreskrivs i 5 Mosebok 20:15–18. Forskaren Leonard B. Glick uppger att judiska fundamentalister i Israel, såsom Shlomo Aviner, betraktar palestinierna som bibliska kanaanéer, och att vissa fundamentalistiska ledare antyder att man ”måste vara beredd att förgöra” palestinierna om de inte lämnar landet. Keith Whitelam, professor emeritus i bibelvetenskap vid University of Sheffield, hävdar att den sionistiska rörelsen har hämtat inspiration från den bibliska erövringstraditionen, och han drar paralleller mellan de ”folkmordsbenägna israeliterna” i Josuaboken och moderna sionister.

#### Motstridiga uppfattningar
Ett formellt uttalande om att de "sju folken" inte längre är identifierbara gjordes av Joshua ben Hananiah omkring år 100 e.Kr.
Forskaren Moshe Greenberg hävdar att utrotningslagarna endast gällde de utdöda folken och endast för deras samtida generationer av israeliter. Carl Ehrlich menar att Bibelns regler om utrotning inte är till för att vägleda moderna israeler i ett folkmordssyfte, utan snarare som modeller för återtagandet av Israels land.

#### Kristna synsätt
Enligt Christian Hofreiter har nästan alla kristna auktoriteter och teologer historiskt tolkat herem-avsnitten som hänvisningar till verkliga, historiska händelser då Gud befallde israeliterna att utrota alla medlemmar av vissa nationer. Han säger att "det finns praktiskt taget inga historiska belägg för att någon inom den stora kyrkan" såg dem som enbart allegoriska. Särskilt Augustinus, Thomas av Aquino och Jean Calvin har i detalj försvarat en bokstavlig tolkning av dessa avsnitt. Origenes från Alexandria nämns ibland som en som tolkade herem-avsnitten allegoriskt; Hofreiter menar dock att även om Origenes ansåg att en andlig tolkning hade primär betydelse för kristna, så förnekade han inte att herem-avsnitten beskrev historiska händelser.